# Mitja Šinkovec
Mitja Šinkovec, znan tudi po vzdevku Šiki, slovenski pevec, * 5. februar 1990
V letih 2009 in 2010 je bil član skupine Tangels. Spomladi 2011 je sodeloval v 2. sezoni šova Slovenija ima talent in prišel do polfinala (izpadel je v 2. polfinalni oddaji 22. maja). Izvedel je pesmi »Jedina« Tošeta Proeskega (avdicija pred žiranti) in »Kad žena zavoli« Tonyja Cetinskega (polfinale). Od leta 2011 do 2013 je pel v ansamblu Veseli Begunjčani.
Od leta 2013 deluje kot pevec in frontman 101ka banda, ki ga je soustanovil (pobudo za njegov nastanek sta dala on in basist Blaž Stroj). Februarja 2016 so izdali svojo prvo skladbo »Le zakaj si žalostna«, jeseni pa so sledile »Lubice moje«. Od septembra do decembra 2017 je bil eden izmed tekmovalcev 4. sezone šova Znan obraz ima svoj glas. Preobrazbi v Chako Khan v tretjem tednu ter Julia Iglesiasa in Willieja Nelsona v enajstem sta mu prinesli tedenski zmagi. V prvih 11 oddajah je zbral dovolj točk, da se je uvrstil v finale, v katerem je imitiral Željka Joksimovića. Začetek novembra 2017 so z bandom predstavili novo pesem »Nekaj je na tebi«, ki so jo zaradi njegove večje prepoznavnosti izdali pod imenom Mitja Šinkovec in 101ka band. To je bila njihova prva pesem, za katero je glasbo napisal Šinkovec (za prvi dve jo je namreč napisal Matjaž Vlašič). V naslednjih dveh letih so nanizali še single »Jaz in ti«, »Spomini na Piran«, »Letiva« in »Trenutek« (vse kot Mitja Šinkovec in 101ka band). Novembra 2019 so (pod imenom 101ka band) izdali album Na vrhu sveta.
Od 2. sezone (2018) poje v Zvezde plešejo kot del Plesnega orkestra POP TV.
Pel je tudi v funk zasedbi Towel of Shower (2014−2018) in večkrat nastopil z big bandom Bid Bang iz Radovljice. Imel je glavno (moško) vlogo v muzikalu Za zmeraj!, premiera katerega je bila 22. novembra 2018 v Gledališču Toneta Čufarja.
Leta 2021 se je kot pevec pridružil skupini Pop Design.
Igra klavirsko harmoniko, na katero je začel igrati pri šestih letih; obiskoval je nižjo in srednjo glasbeno šolo. Hodil je tudi na tekmovanja in na njih požel nekaj uspehov (naziv državnega prvaka, prva nagrada na mednarodnem tekmovanju v Pulju).